# Battaglia di Avigliana
La battaglia di Avigliana si svolse il 10 luglio 1630 e vide opporsi l'esercito francese comandato da Enrico II de Montmorency  contro l'esercito spagnolo e sabaudo comandato dal generale Carlo I Doria Del Carretto.

## Antefatti
Durante la guerra di successione di Mantova e del Monferrato, il cardinale Richelieu inviò parte dell'esercito francese, capitanato da Enrico II de Montmorency, ad invadere la il Ducato di Savoia al fine di influenzare la crisi di successione che si era verificata nel Ducato di Mantova. Tuttavia il motivo di questo intervento era anche un altro, l'obbiettivo principale del cardinale Richelieu era quello di forzare Carlo Emanuele I, duca di Savoia, a rompere le proprie alleanze con gli Asburgo di Spagna e di Germania, rispettivamente capitanati da Filippo IV e Ferdinando II.

## La battaglia
Nonostante la l'inferiorità numerica, il generale Montmorency combatté in campo aperto l'esercito di Doria, sfruttando alcuni fossati presenti nella campagna che circonda il paese di Avigliana.  La scelta strategica di Montmorency si rivelò vincente. Infatti, nonostante la battaglia fu comunque molto sanguinosa (all'incirca 1 400 uomini persero la vita), quest'ultimo riuscì a catturare lo stesso generale Carlo I Doria, ponendo così fine allo scontro. I francesi, inoltre, riuscirono anche a catturare ben 600 soldati fra spagnoli e sabaudi.

## Conseguenze
Nonostante tale vittoria non impedì ai Savoia e ai propri alleati di conquistare e saccheggiare Mantova appena una settimana dopo, essa permise alle truppe francesi di soccorrere Casale e conquistare Saluzzo. Grazie ai suoi successi in guerra durante la campagna piemontese, Enrico II de Montmorency fu nominato proprio nel 1630 maresciallo di Francia, una delle più alte distinzioni militari francesi.